# Więź (wydawnictwo)
Więź – wydawnictwo książkowe założone w 1960 r. Po latach współpracy ze Społecznym Instytutem Wydawniczym ZNAK w Krakowie stało się w 1990 r. wydawnictwem w pełni samodzielnym. Kieruje nim Paweł Kądziela.
Podejmowana tematyka to przede wszystkim religia, kultura, zagadnienia społeczne, historia najnowsza.
Wśród wydanych książek znajdują się m.in. dzieła twórców personalizmu i inspiratorów odnowy Kościoła podjętej przez Sobór watykański II – m.in. Emmanuela Mouniera, Raïssy Maritain, Simone Weil, Thomasa Mertona, Dietricha Bonhoeffera, Heldera Camary.
Autorzy, których książki Więź wydała w ostatnich latach, to m.in.: Zbigniew Herbert, Gustaw Herling-Grudziński, Stefan Swieżawski, Zygmunt Kubiak, Andrzej Bobkowski, Julia Hartwig, Paweł Hertz, Krzysztof Karasek, Wacław Hryniewicz, Stanisław Celestyn Napiórkowski, Jacek Salij, Alfons Skowronek.